# Mokošica
Mokošica falu Horvátországban, Dubrovnik-Neretva megyében. Közigazgatásilag Dubrovnik községhez tartozik.

## Fekvése
A Dubrovnik városától légvonalban 2, közúton 7 km-re északra a Dubrovniki tengermelléken, a Rijeka Dubrovačka északi partján, közvetlenül az Adria-parti főút felett a Srđ-hegy lejtőin fekszik.

## Története
A település nevét Mokosáról a szláv mitológia ősi termékenységi istennőjéről, Perun feleségéről  kapta. Az itt élt első ismert nép az illírek voltak, akik az i. e. 2. évezredtől fogva éltek itt magaslatokon épített erődített településeken és kövekből rakott halomsírokba temetkeztek. Az illírek i. e. 35-ig uralták a térséget, amikor Octavianus hadai végső győzelmet arattak felettük. A Nyugatrómai Birodalom bukása után 493-tól a keleti gótok uralták a területet. 535-ben Dalmáciával együtt a Bizánci Császárság uralma alá került. A horvátok ősei a 7. században érkeztek Dalmáciába és csakhamar megalapították első településeiket. Ezek elsőként a termékeny mező melletti, ivóvízzel rendelkező helyeken alakultak ki. A mokošicai Urunk mennybemenetele plébániát 1769-ben alapították az Ombla-patak torkolatánál. Mokošica akkor még eléggé kicsi település volt, mely a gazdag raguzaiak nyaralói körül alakult ki. A mai plébániatemplom helyén már a középkorban is azonos titulusú templom állt. Ez a templom akkoriban épült, amikor e terület ˝Terae novae˝ néven 1399-ben a Raguzai Köztársaság része lett. A plébániának két filiája volt, az egyik az Ombla bal partján fekvő Sustjepan, a másik pedig a feljebb fekvő Pobriježje - Petrovo Selo.
A Raguzai Köztársaság bukása után 1806-ban Dalmáciával együtt ez a térség is a köztársaságot legyőző franciák uralma alá került, de Napóleon bukása után 1815-ben a berlini kongresszus Dalmáciával együtt a Habsburgoknak ítélte. A településnek 1857-ben 322, 1910-ben 232 lakosa volt. 1918-ban az új szerb-horvát-szlovén állam, majd később Jugoszlávia része lett. A délszláv háború során 1991. október 1-jén kezdődött a jugoszláv hadsereg (JNA) támadása a Dubrovniki tengermellék ellen. Októberben súlyos harcok a birtoklásáért, míg végül elfoglalták a szerb csapatok. Az elfoglalt települést a szerb erők kifosztották és felégették. Mokošica újabb része Nova Mokošica kisebb károkat szenvedett, mert ide települt a megszálló erők parancsnoksága és a hadsereg reguláris csapatainak egy része, míg Stara Mokošicán a szerb szabadcsapatok állomásoztak, akik nagyobb pusztítást végeztek. Mokošica 1992. májusáig lényegében lakatlan volt. A felszabadító harcok 1992 áprilisában és májusában tartottak, a település csak május 26-án szabadult fel végleg a megszállás alól. A háború után rögtön elkezdődött az újjáépítés. A településnek 2011-ben már 1924 lakosa volt, akik főként a közeli Dubrovnikban dolgoztak, illetve turizmussal, halászattal, hajóépítéssel foglalkoztak. A településen hajógyár, étterem, két kávézó, bolt, trafik és néhány iparos műhely található. A közintézmények, köztük az óvoda, az iskola, a posta, az orvosi rendelő Nova Mokošicán vannak.

## Népesség
| Lakosság változása | Lakosság változása | Lakosság változása | Lakosság változása | Lakosság változása | Lakosság változása | Lakosság változása | Lakosság változása | Lakosság változása | Lakosság változása | Lakosság változása | Lakosság változása | Lakosság változása | Lakosság változása | Lakosság változása | Lakosság változása |
| ------------------ | ------------------ | ------------------ | ------------------ | ------------------ | ------------------ | ------------------ | ------------------ | ------------------ | ------------------ | ------------------ | ------------------ | ------------------ | ------------------ | ------------------ | ------------------ |
| 1857               | 1869               | 1880               | 1890               | 1900               | 1910               | 1921               | 1931               | 1948               | 1953               | 1961               | 1971               | 1981               | 1991               | 2001               | 2011               |
| 322                | 239                | 284                | 302                | 240                | 232                | 213                | 241                | 242                | 297                | 265                | 325                | 0                  | 0                  | 1.487              | 1.924              |

(1981-ben és 1991-ben lakosságát Dubrovnikhoz számították.)

## Nevezetességei
- Az Úr mennybemenetele tiszteletére szentelt temploma 1954-ben épült, felszentelése 1963-ban történt. A mai templomot a 15. század elején épített azonos titulusú templom helyén építették, melyet 1944-ben gránáttalálat rombolt le. A harangtorony 1882-ben adományokból épült. A templom a délszláv háború idején súlyosan megrongálódott, a legnagyobb kárt egy 1995. augusztus 4-én ért ellenséges gránáttalálat okozta. Ekkor a templom előcsarnoka és homlokzati fala a harangtorony egy részével együtt leomlott. Az 1997-ben végzett újjáépítés során az épületet elöl meghosszabbították, így ma kissé hosszabb az eredetinél, de előcsarnoka nincsen.
- A temetőben álló Szent Kereszt kápolna 2009-ben épült.
- A településen több 16. századi nyaraló áll, melyek közül a legjelentősebb a Gučetić-Đurđević családé.[4] Az épület arról nevezetes,  hogy 1814-ben utoljára itt ülésezett a raguzai tanács, az addigra már megszűnt Raguzai Köztársaság végrehajtó szerve. A nyaraló a falutól délre található. Az egyszintes, négyszögletes alaprajzú, egy nagy és egy kis terasszal rendelkező házra merőlegesen egy ciszterna, tároló és az arzenál található, amely az Ombla folyó partjáig terjed. A háztól nyugatra egy kápolna, míg a fő, déli homlokzat előtt tágas kert található kertépítészeti elemekkel. A kúria a 16. század végi késő reneszánsz értékes példái közé tartozik.
- A közelben falutól délre található a Ranjina-Zamanja-Podić család nyaralója[5] benne egy kis kápolnával. Előtte a folyóparton egy 20. század elején épített út halad el. Egyemeletes nyaralóház, téglalap alakú kelet-nyugati irányban hosszúkás alaprajzzal, a homlokzat déli tájolású. A homlokzat előtt egy kisebb, elkerített udvar található. A homlokzat keleti része előtt a ház első emeletének szintjére széles terasz került. A kastély a 16/17. században épült, és a 19. század közepén állították helyre.
- A folyó északi partján található a Gradi család épületkomplexuma,[6] amelyet Gradićevonak is neveznek. A fallal körülvett ingatlan egy monumentális kétszintes, kőből készült nyaralóházból, egy téglalap alaprajzú, arzenálból, egy kilátóból, valamint gazdasági és melléképületekből áll. Kápolnáját az útépítéskor bontották le. Története a 16. század harmadik negyedévére nyúlik vissza, reneszánsz stílusjellemzőkkel rendelkezik. A horvátországi háborúban elpusztult, de később újjáépítették.
- Rijeka dubrovačka nyugati részén, közvetlenül a part mentén vezető út mellett található a Bunić család nyaralója.[7] Az egyszintes, L-alaprajzú nyaralóház az ingatlan keleti részén, míg nyugatra az elkerített kert található. A ház földszionti része gazdasági, míg az emeleti rész reprezentatív lakó célokat szolgált. a két szint közötti közlekedést a ház fala mellé épített lépcső tette lehetővé. 16. századi épület a késő reneszánsz stílusjegyeivel, melyet az 1667-es földrengés után felújítva építettek újjá.
- A folyó északi oldalán, a településtől délre található a Pozza-Bassegli-Krtica család nyaralókomplexuma.[8] Az eredetileg vízparti  nyaralóház nem tarthatta meg kapcsolatát azzal a folyóval, amelytől a 20. század elején épített úttal elválasztották. Az épület keleti-nyugati irányban megnyúlt, téglalap alakú. Mai formájában a 17. században épült, de már korábban is létezett. A levéltári adatok szerint az építkezés két fázisban történt: a földrengés előtti és az 1639-es földrengést követő időszakban, amikor alapos átalakításon ment keresztül. A ház és a kert máig megtartotta minőségi épületdíszeit, valamint a földrengés utáni időszakban az átépítés során kialakított érdekes térszerkezetét. Rossz állapota ellenére, amelyet a karbantartás hiánya és az 1991-es háborús agresszió okozott benne, a komplexum megőrizte kulturális értékeit.

## Gazdaság
A helyi lakosság legnagyobb része Dubrovnik városában dolgozik. A legfontosabb gazdasági ágak a turizmus, a hajóépítés és a halászat. A kereskedelem fejlődését a nagy üzletközpont építésével segítik elő. A település közelében Komolacon van az Adria egyik legszebb jachtkikötője a ACI Marina Dubrovnik, melyet kék zászlóval tüntettek ki. Az Ombla forrása közelében a fjordszerű Dubrovačka Rijeka végében elhelyezkedő kikötő a világ egyik legbiztonságosabb kikötője. A települést Dubrovnik városával az 1A jelű menetrendszerű autóbuszjárat köti össze.

## Oktatás
A helyi fiatalok a nova mokošicai alapiskolába járnak. A középiskolák Dubrovnik városában vannak.

## Sport
Mokošicán az "OK Nova Mokošica" női röplabdaklub, a dubrovniki cselgáncsklub helyi tagozata, a "Komolac" bocsaklub és a "ŽRK Dubrovnik" kézilabdaklub működik.